# Stenen huis van Bull en Wells

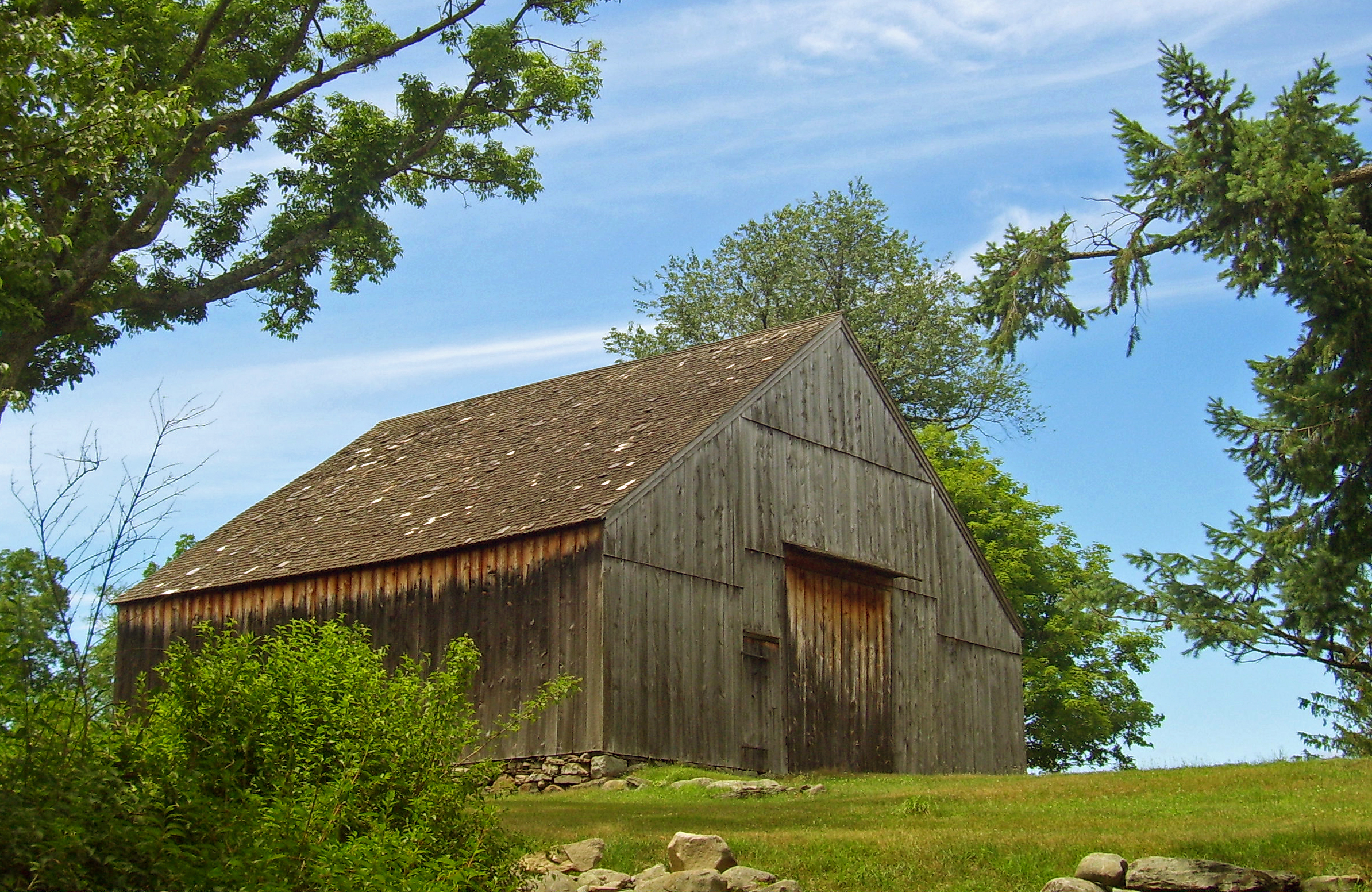
De schuur in Nederlandse stijl is een van de enkele honderden die nog zijn overgebleven in de Nieuwe Wereld

Het Stenen huis van Bull en Wells (Engels: Bull Stone House) bevindt zich in het dorpje Hamptonburgh in de Amerikaanse staat New York, ongeveer 80 km ten noordwesten van de stad New York. Het stenen huis met 10 kamers is in de jaren 1720 gebouwd door William Bull en Sarah Wells, die als pioniers in het gebied kwamen wonen.
William Bull werd in 1689 geboren in Wolverhampton in het Engelse graafschap Staffordshire. In 1715 emigreerde hij, 26 jaar oud, naar Amerika.
William Bull was steenhouwer en metselaar en huwde met Sara Wells. Zij gingen op het ontwikkelproject Wawayanda wonen, dat grote delen van het huidige Goshen, Hamptonburgh, Minisink en Warwick omvatte. Beiden werkten voor de hoofdeigenaren.
Sarah Wells werd geboren op 6 april 1694, werd al op jonge leeftijd wees en werd opgevoed door haar stiefouders Elisabeth en Christopher Denn, die geen eigen kinderen hadden. Het echtpaar Denn, afkomstig uit het New Yorkse stadsdeel Staten Island, was met 12 anderen eigenaar geworden van Wawayanda. Sarah arriveerde in 1712 op de leeftijd van 18 jaar op Wawayanda. Ze was door Denn gevraagd om het vervoer te begeleiden van timmerlieden, bouwmateriaal, gereedschap en huisraad en werd daarin bijgestaan door enkele bevriende indianen. Toen de timmermannen de benodigde onderkomens gebouwd hadden volgde het echtpaar Denn met hun vee. Daarna ging Sarah aan het werk als kok voor het personeel van Denn. Twee jaar later bouwde ze haar eigen blokhut. In 1715 kwam William Bull in Noord-Amerika aan en ging ook op Wawayanda aan het werk waar ze elkaar ontmoetten.
Hun huwelijk in 1718 was in Goshen het eerste tussen bewoners van Europese afkomst. 
De bouw van hun stenen huis was een gezamenlijke onderneming. De grond hadden ze als huwelijksgift gekregen en in 1726 begonnen ze met bouwen. Sarah bracht de stenen naar de bouwplaats en William maakte ze op maat en metselde de muren. Ze deden er 13 jaar over om het huis af te maken terwijl ze in een tijdelijke blokhut woonden. Het huis overleefde een aardbeving in 1728. Andere bronnen noemen 1722 of 1727 als jaar waarin met de bouw werd begonnen. Het  heeft een oppervlakte 144 m² en muren van 90 cm dik. William Bull noemde de plaats 'Hamtonburgh' als een eerbetoon aan zijn geboorteplaats in Engeland.
Het echtpaar Bull kreeg 12 kinderen.
Hun nakomelingen verspreidden zich over het omliggend gebied waarbij het Bull-Jackson House (nu een streekmuseum) en het William Bull III House ook in het Nationaal Monumentenregister staan. Het dorpje Bullville en het Thomas Bull Park zijn naar de familie genoemd.
Sarah Wells overleefde William Bull die in 1755 overleed. Ze hertrouwde en werd 102 jaar, ze liet 344 kinderen, klein- en achterkleinkinderen na. De Orange County Route 8 die dicht langs het huis loopt, is ter gedachtenis hernoemd tot Sarah Wells Trail. Een plaatselijke scoutinggroep is eveneens naar haar genoemd.
Het huis met omliggende grond zijn in eigendom van de familie Bull gebleven. Er woont nu een nakomeling in de 8e-generatie als opzichter. Rondleidingen voor het publiek zijn mogelijk tegen een kleine vergoeding. Nakomelingen van over de gehele Verenigde Staten komen sinds 1868 elk jaar bij het huis bijeen voor een reünie. Het huis is sinds 1974 opgenomen in het National Register of Historic Places.
Op het 48 ha. grote terrein bevindt zich nog een historisch bouwwerk, een boerenschuur in Nederlandse stijl.
Elders in de omgeving staan nog enkele huizen die door William Bull zijn gebouwd.